# Muricilândia
Muricilândia is een gemeente in de Braziliaanse deelstaat Tocantins. De gemeente telt 2.958 inwoners (schatting 2009).